# Chaloem Phra Kiat, Nakhon Si Thammarat
Chaloem Phra Kiat (tiếng Thái: เฉลิมพระเกียรติ) là một huyện (amphoe) của tỉnh Nakhon Si Thammarat, miền nam Thái Lan.

## Lịch sử
Huyện được lập ngày 5 tháng 12 năm 1996, cùng với 4 huyện khác Chaloem Phra Kiat để kỷ niệm lần thứ 50 ngày lên ngôi của vua Bhumibol Adulyadej.
Huyện gồm 3 tambon Chian Khao, Don Tro và  Suan Luang của huyện Chian Yai và tambon Thang Phun từ Ron Phibun.

## Địa lý
Các huyện giáp ranh (từ phía bắc theo chiều kim đồng hồ) là Phra Phrom, Mueang Nakhon Si Thammarat, Pak Phanang, Chian Yai, Cha-uat và Ron Phibun.

## Hành chính
Huyện này được chia thành 4 phó huyện (tambon), các đơn vị này lại được chia ra thành 37 làng (muban). Không có khu vực thành thị, có 4 Tổ chức hành chính tambon.
| \| STT \| Tên \| Tên tiếng Thái \| Số làng \| Dân số \| \| \| 1. \| Chian Khao \| เชียรเขา \| 13 \| 6.868 \| \| \| 2. \| Don Tro \| ดอนตรอ \| 5 \| 6.271 \| \| \| 3. \| Suan Luang \| สวนหลวง \| 13 \| 11.190 \| \| \| 4. \| Thang Phun \| ทางพูน \| 6 \| 9.137 \| \| | Map of Tambon |                |         |        |  |
| STT | Tên           | Tên tiếng Thái | Số làng | Dân số |  |
| 1. | Chian Khao    | เชียรเขา        | 13      | 6.868  |  |
| 2. | Don Tro       | ดอนตรอ         | 5       | 6.271  |  |
| 3. | Suan Luang    | สวนหลวง        | 13      | 11.190 |  |
| 4. | Thang Phun    | ทางพูน          | 6       | 9.137  |  |